# Vojislav Marinković

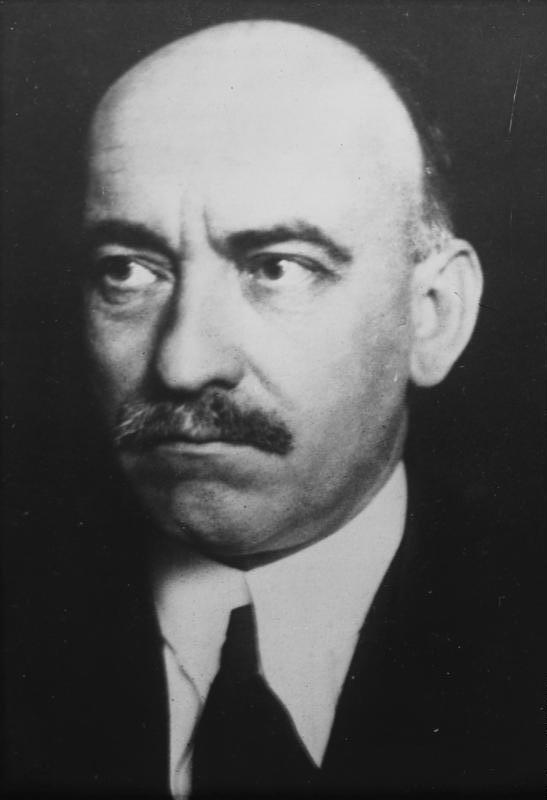
Vojislav Marinković (1930)

Vojislav Marinković (serbisch: Војислав Маринковић; * 13. Mai 1876 in Belgrad; † 18. September 1935 ebenda) war ein serbischer Politiker, der unter anderem mehrere Jahre Außenminister und 1932 für drei Monate Ministerpräsident des Königreichs Jugoslawien war.

## Leben
Marinković absolvierte ein Studium der Rechts- und Wirtschaftswissenschaften an der Universität von Paris und schloss dieses Studium mit der Promotion ab. Anschließend trat er 1901 als Mitarbeiter des Finanzministeriums in den öffentlichen Dienst ein.
1906 wurde er als Progressiver zum Abgeordneten des Parlaments des Königreichs Serbien gewählt, ehe er nach der Gründung des Königreichs Jugoslawien 1921 zum Abgeordneten der Nationalversammlung Jugoslawiens gewählt wurde und gehörte dieser bis Mai 1935 angehörte.
1913 vertrat er Serbien bei den Verhandlungen zur Beendigung des Ersten Balkankrieges und wurde 1914 zum Minister für die Nationalwirtschaft in die Regierung Serbiens berufen, der er bis 1917 angehörte. Nachdem er 1915 Führer der Progressiven geworden war, beteiligte er sich an der Ausarbeitung der Deklaration von Korfu vom 20. Juli 1917 zur Gründung eines gemeinsamen Staates der Slowenen, Kroaten und Serben am 29. Oktober 1918, aus dem schließlich am 1. Dezember 1918 das Königreich Jugoslawien genannte Königreich der Serben, Kroaten und Slowenen hervorging.
1919 wurde Marinković erster Handelsminister Jugoslawiens und schloss seine Progressive Partei mit der zweitstärksten politischen Partei des neuen Staates, der Demokratischen Partei, zusammen. In seiner Funktion als Innenminister zwischen 1921 und 1922 in der Regierung von Ministerpräsident Nikola Pašić leitete er die Organisation des Wahlrechts ein. 1924 war er erstmals Außenminister als Nachfolger von Momčilo Ninčić, der kurze Zeit später wieder ablöste.
1927 wurde er von Ministerpräsident Velimir Vukićević als Nachfolger von Ninko Perić abermals Außenminister und bekleidete dieses Amt bis zu seiner Ablösung durch Bogoljub Jevtić 1932. Während dieser Zeit schloss er zunächst 1927 einen Freundschaftsvertrag mit Frankreich und ratifizierte 1928 das 1925 geschlossene Übereinkommen von Nettuno, das die wirtschaftlichen und kulturellen Beziehungen mit Italien verbesserte.

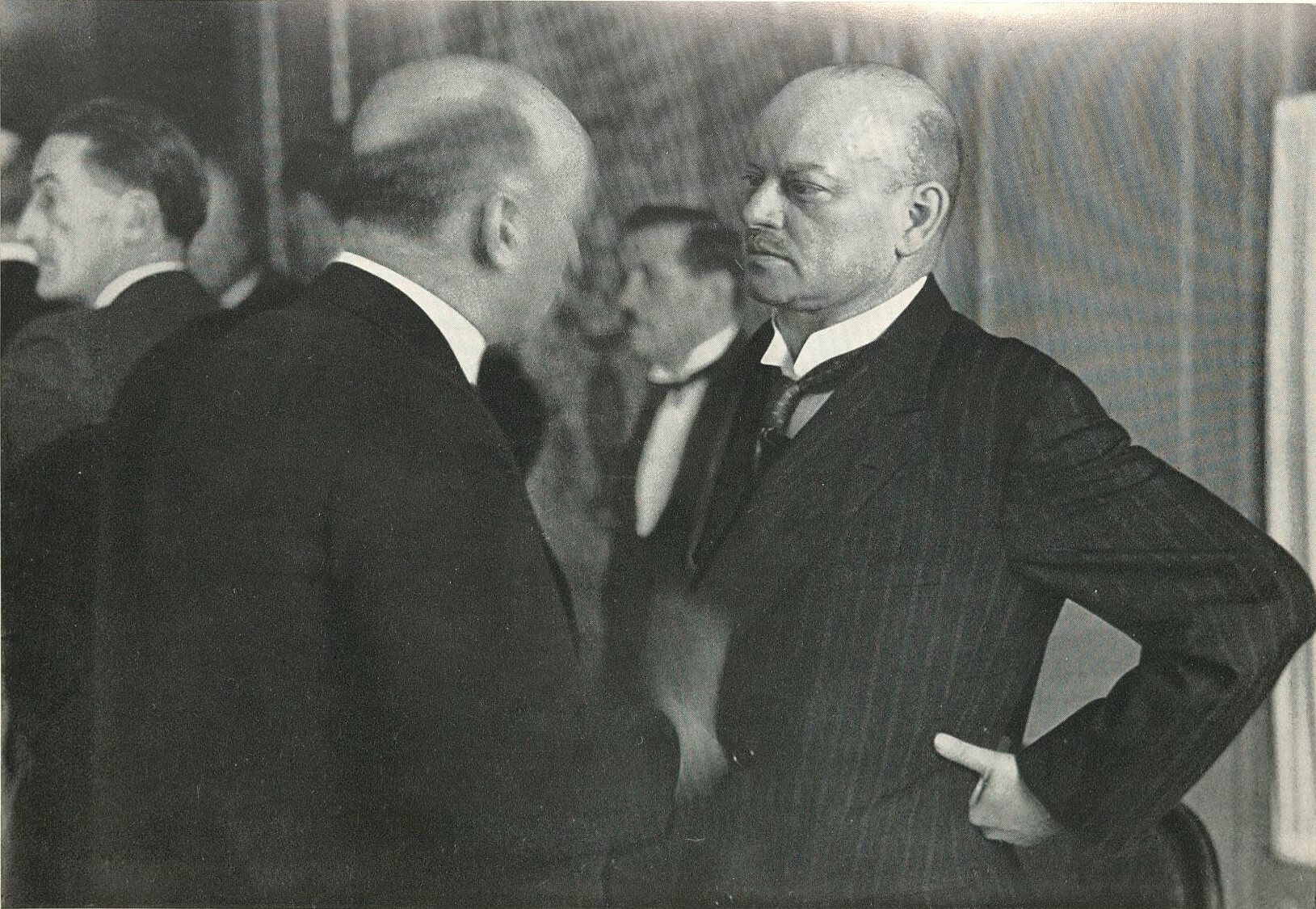
Marinković (links) mit Gustav Stresemann in Genf 1929

Daneben war er Repräsentant Jugoslawiens in der Völkerbundsversammlung und zwischen 1929 und 1932 Mitglied des Völkerbundsrates sowie 1930 dessen Präsident.
Auf der Völkerbundsversammlung im Mai 1931 in Genf sprach er sich so energisch gegen die Bildung einer Zollunion durch Österreich und Deutschland aus, dass Österreich schließlich die Unterzeichnung dieses Abkommens desavouierte.
Am 4. April 1932 wurde Marinković Nachfolger von Petar Živković als Ministerpräsident Jugoslawiens und bekleidete dieses Amt knapp drei Monate bis zu seiner Ablösung durch Milan Srškić am 3. Juli 1932.
Er nahm als solcher ferner an den Verhandlungen zur Gründung der Balkanentente teil, ein nach dem Ende seiner Amtszeit als am 9. Februar 1934 für sieben Jahre geschlossenes militärisches Bündnis zwischen mehreren Balkanländern. Vertragsstaaten waren die Türkei, Griechenland, Rumänien und Jugoslawien. In dieser Zeit war er zugleich auch Teilnehmer bei den Verhandlungen für die neuen Statuten der kleinen Entente.
Nach der Ermordung von König Alexander I. am 9. Oktober 1934 in Marseille trat er schließlich auf Wunsch von Prinzregent Paul von Jugoslawien als Minister ohne Geschäftsbereich in die Regierung von Ministerpräsident Nikola Uzunović ein.